# Dominick LaCapra
Dominick LaCapra (* 1939) ist US-amerikanischer Historiker.

## Leben
LaCapra studierte an der Cornell University und wurde an der Harvard University promoviert. Ab 1969 lehrte er Geschichte an der  Cornell University. Er arbeitet zur Geschichtstheorie und integriert in seine Fragestellungen Erkenntnisse aus der Komparatistik, der Psychoanalyse und des Poststrukturalismus. 2002 holte er die Sommerkurse der von Murray Krieger gegründeten „School of Criticism and Theory“ an die Cornell University.
LaCapra wurde 2006 in die American Academy of Arts and Sciences gewählt.

## Schriften
- Emile Durkheim: Sociologist and Philosopher. Ithaca : Cornell University Press, 1972 (Neuausgabe 2001)
- A Preface to Sartre. Ithaca : Cornell University Press, 1978
- Madame Bovary on Trial. Ithaca : Cornell University Press, 1982
- Rethinking Intellectual History: Texts, Contexts, Language. Ithaca : Cornell University Press, 1983
- mit Steven L Kaplan (Hrsg.): Modern European intellectual history : reappraisals and new perspectives. Ithaca : Cornell University Press, 1982
  - Geschichte denken : Neubestimmungen und Perspektiven moderner europäischer Geistesgeschichte. Übersetzung Hans Günter Holl. Frankfurt am Main : Fischer-Taschenbuch-Verlag, 1988
- History & Criticism. Ithaca : Cornell University Press, 1985
  - Geschichte und Kritik. Autorisierte Übersetzung Ludwig Hirt. Frankfurt am Main : Fischer-Taschenbuch, 1987
- History, Politics, and the Novel. Ithaca : Cornell University Press, 1987
- Soundings in Critical Theory. Ithaca : Cornell University Press, 1989
- Representing the Holocaust: History, Theory, Trauma. Ithaca : Cornell University Press, 1994
- 1986: The Historians’ Debate (Historikerstreit) takes place over the status and representation of the Nazi period, and more specifically of the Holocaust, in Germany’s past. In: Sander L. Gilman, Jack Zipes (Hrsg.): Yale companion to Jewish writing and thought in German culture 1096 – 1996. New Haven : Yale Univ. Press, 1997, S. 812–819
- History and Memory after Auschwitz. Ithaca : Cornell University Press, 1998
- „Ausagieren“ und „Durcharbeiten“ des Traumas, Interview, aus dem Englischen von Irmgard Hölscher, in: David Bankier (Hrsg.): Fragen zum Holocaust : Interviews mit prominenten Forschern und Denkern. Göttingen : Wallstein, 2006, S. 188–216
- History and Reading: Tocqueville, Foucault, French Studies. Toronto : University of Toronto Press, 2000
- Writing History, Writing Trauma. Baltimore : Johns Hopkins Univ. Press, 2001
- History in Transit: Experience, Identity, Critical Theory. Ithaca : Cornell University Press, 2004
- History and Its Limits: Human, Animal, Violence. Ithaca : Cornell University Press, 2009
- History, Literature, Critical Theory. Ithaca : Cornell University Press, 2013